# Скуратове (Брянська область)
Скуратове (рос. Скуратово) — село в Вигоницькому районі Брянської області Російської Федерації.
Населення становить 523 особи. Входить до складу муніципального утворення Кокінське сільське поселення.

## Історія
Від 2005 року входить до складу муніципального утворення Кокінське сільське поселення.

## Населення
| 2010 | 2013 |
| ---- | ---- |
| 494  | ↗523 |